# Léon Lambry
Léon Lambry, né le 27 mars 1873 à Paris 2e et mort le 20 décembre 1940 à Paris 14e, est un écrivain de nouvelles et de romans d'aventures pour la jeunesse surtout connu pour ses collaborations aux éditions de Montsouris. Nombre d'entre elles relèvent de la fiction préhistorique.
Il a aussi écrit sous les noms de Léo Ceiling et de Noël Myrbla.

## Bibliographie partielle

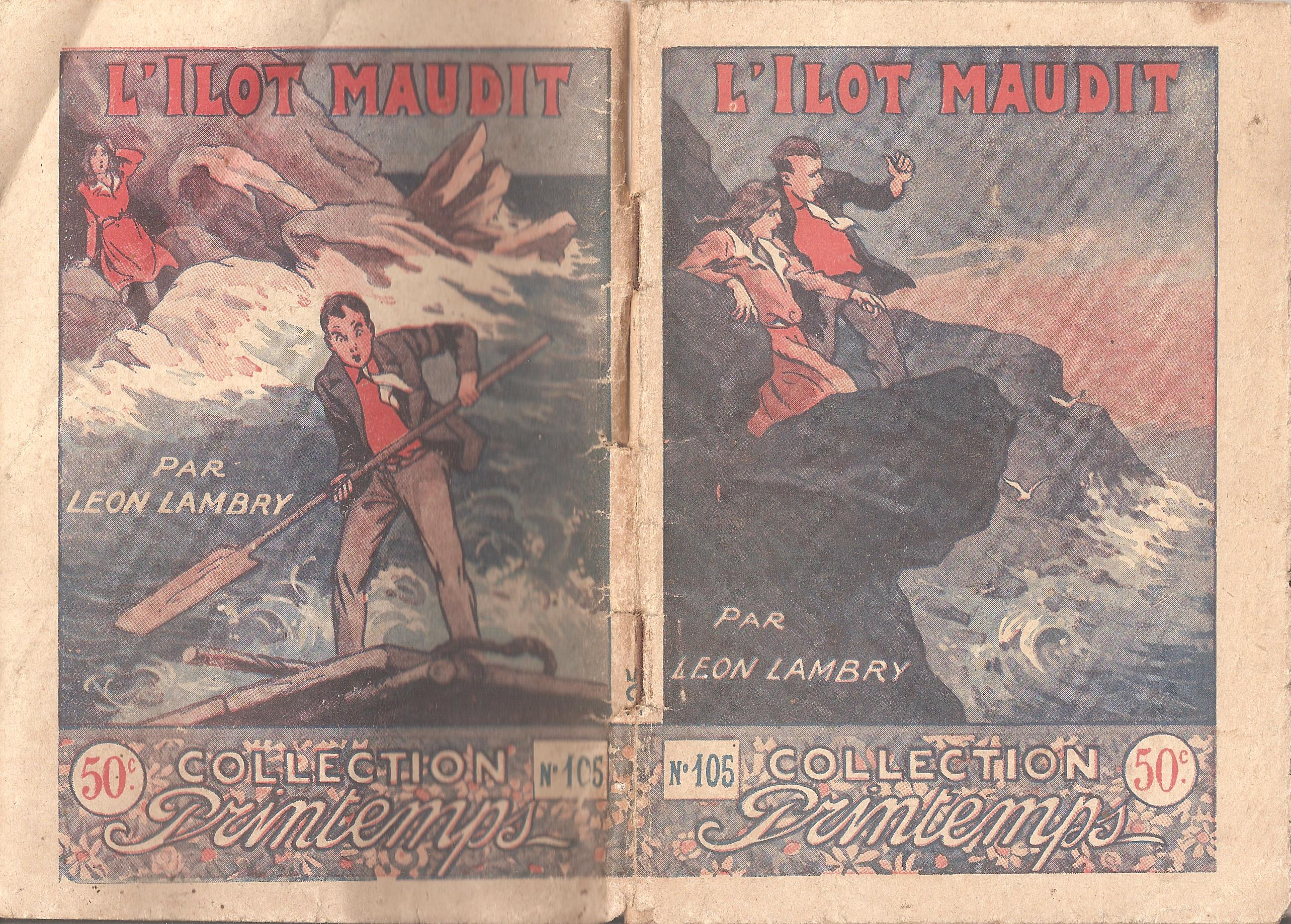
L'Îlot maudit